# Étienne Terrus

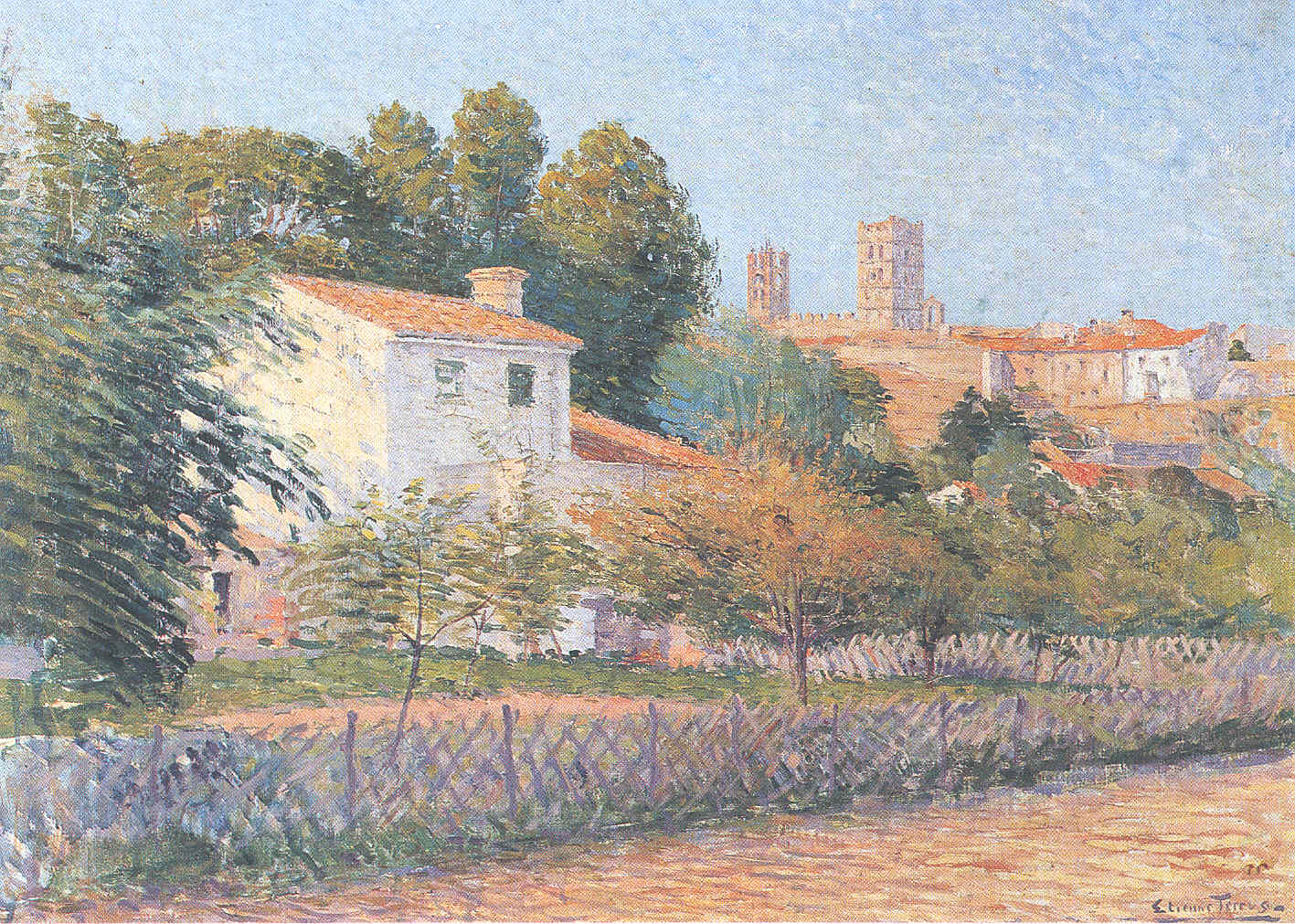
Vue d'Elne par Étienne Terrus (v. 1900).

Étienne Terrus, (Elna, 21 de septiembre de 1857-Elna, 22 de junio de 1922) pintor francés especialista en paisajes del Rosellón (Francia).

## Biografía
Terrus estudió en la École des Beaux-Arts de París en el estudio de Alexandre Cabanel en 1878. Sin embargo, y debido al apego a sus raíces, no le gustó la vida parisina. No congenió con sus compañeros de clase y rápidamente regresó a Elne, donde produjo la mayoría de sus obras.
Viajando a pie con su caballete y equipo, pintó vistas de Rosellón. Su arte refleja la influencia de Jean-Baptiste Camille Corot, el posimpresionismo, los nabis, Paul Cézanne y el fauvismo. Terrus fue apreciado durante su vida por un gran número de artistas, incluidos George-Daniel de Monfreid, André Derain y Henri Matisse, con quienes intercambió una extensa correspondencia entre 1905 y 1917.
Fue amigo y mentor del escultor Aristide Maillol y, aunque cayó en el olvido, se recuperó su obra para la exposición Le Roussillon à l'origine de l'Art Moderne en Perpiñán en 1998 y se abrió un museo en su ciudad natal, Elna, en 1994.
En abril de 2018, se ha estableció que 82 de las pinturas atribuidas a Étienne Terrus conservadas en el museo de Terrus son falsificaciones; es decir, 60 % de recaudación. Según la investigación en curso, la institución habría sido víctima de una gran estafa. Fue Éric Forcada, un historiador del arte encargado por el ayuntamiento de estudiar nuevas adquisiciones, quien se dio cuenta de que la mayoría de las pinturas del museo eran falsificaciones. Se da cuenta en particular de que en una de las pinturas aparece un edificio construido años después de la muerte del artista. El municipio presentó una denuncia, pero tuvo que asumir una pérdida de aproximadamente 160 000 Euros.